# Børge Hougaard
Børge Hougaard Petersen  (11 de junio de 1921-4 de mayo de 2012) fue un deportista danés que compitió en remo. Ganó cuatro medallas de plata en el Campeonato Europeo de Remo entre los años 1947 y 1954.

## Palmarés internacional
| Campeonato Europeo | Campeonato Europeo       | Campeonato Europeo | Campeonato Europeo |
| Año                | Lugar                    | Medalla            | Prueba             |
| ------------------ | ------------------------ | ------------------ | ------------------ |
| 1947               | Lucerna (Suiza)          | Medalla de plata   | Ocho con timonel   |
| 1950               | Milán (Italia)           | Medalla de plata   | Cuatro sin timonel |
| 1953               | Copenhague (Dinamarca)   | Medalla de plata   | Ocho con timonel   |
| 1954               | Ámsterdam (Países Bajos) | Medalla de plata   | Ocho con timonel   |